# 高山航空公園
高山航空公園（たかやまこうくうこうえん）は、香川県綾歌郡綾川町にある公園。

## 概要
高松空港から西南西へ約3.6km、綾川町の南部の高山（標高280m）に位置し、総面積は約4ha。旧綾上町により整備され、1990年12月16日に高松空港開港1周年を記念して一部が開園した。その後、1995年までに高山パークセンター等すべての整備が完了した。
園内の広場には航空機やヘリコプターが展示されているほか、キャンプ場や遊具が設けられている。また、公園に隣接して高山航空神社も建立されている。
高台から滑走路を離着陸する飛行機を見学する事が出来る。そのため、家族連れや航空ファンが訪れ、スポッティングや撮影が行われる。

## 施設
- 飛行機広場
  - T-2超音速高等練習機（シリアルナンバー69-5126）、セスナ170B小型単発機（元四国航空、機体記号JA3106）、川崎ベル47G3B-KH4ヘリコプター（同、機体記号JA7465）が展示されている。
- 展望台
  - 高松空港の滑走路延長線上の高台に位置しているため、空港を発着する飛行機を間近に臨むことができる。この他、高松市街地、坂出市、丸亀市まで遠望できる。
- 遊歩道 - モミジ、ツツジ、サクラ
- キャンプ場 - バーベキュー設備、ファイヤーサークル
- 遊具 - あり地獄、飛行船等
- 高山パークセンター

## 高山航空神社
高山航空神社は公園南の隣接した地に鎮座している。空港の完成後、この地の上空を飛行機が通過することから、空の交通の安全を願い、公園整備に合わせて1990年12月16日に竣工した。神社の隣に陸軍少年飛行兵香川県出身者有志により建立された陸軍少年飛行兵顕彰碑と、公園整備前からある地神の祠がある。神社が祀られて以来、歴代運輸大臣、国土交通大臣が参拝に訪れており、周辺に記念植樹がされている。

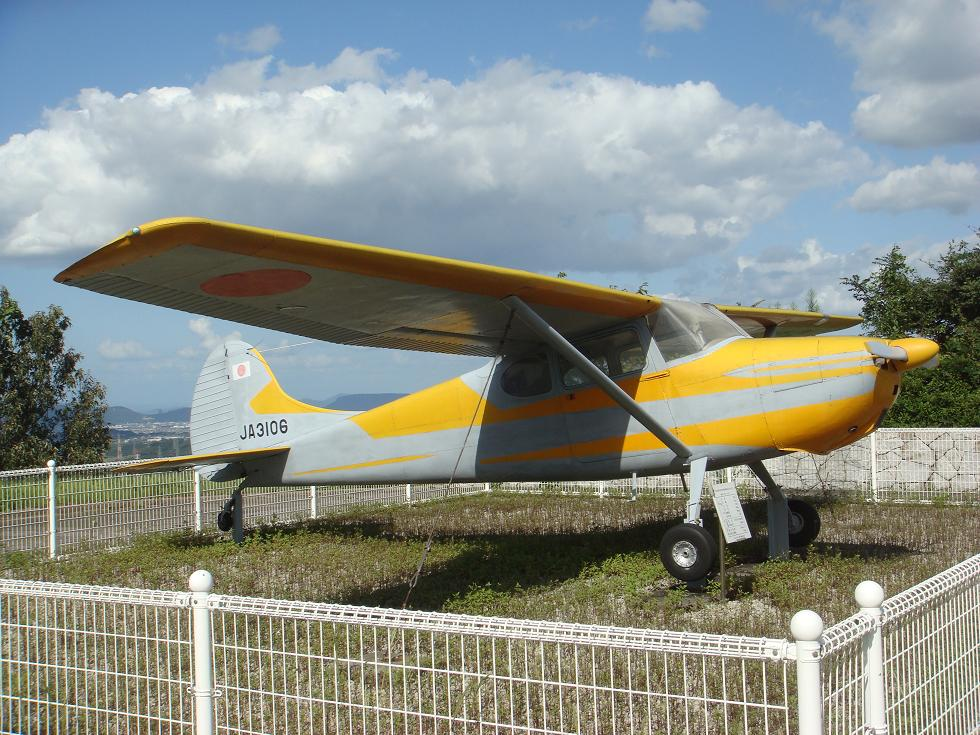
セスナ170B
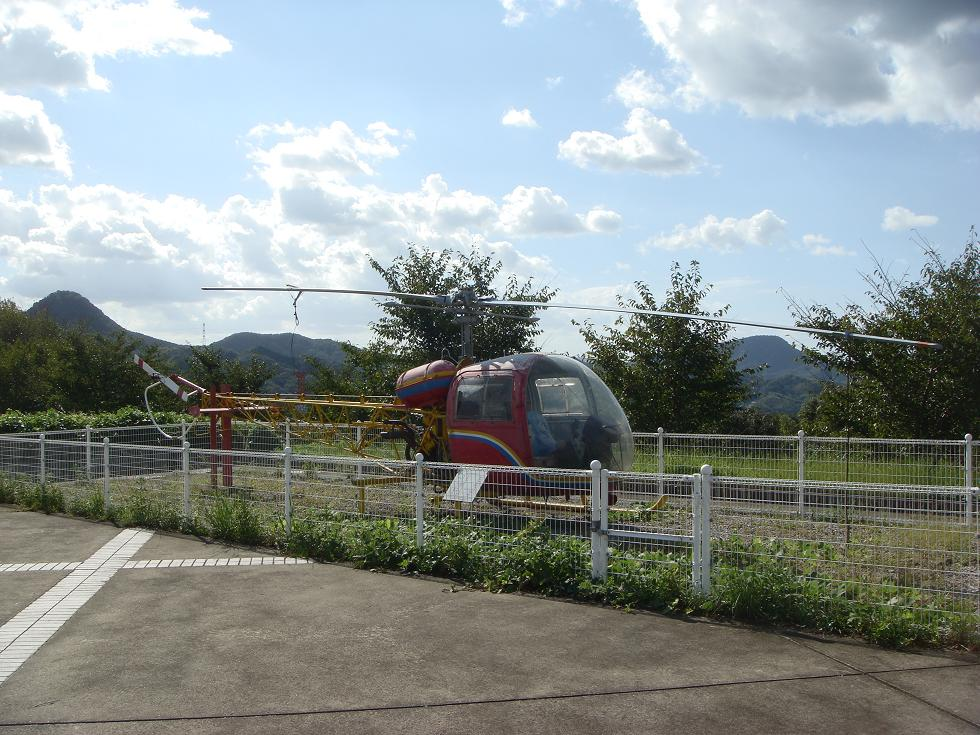
川崎ベル47G3B-KH4
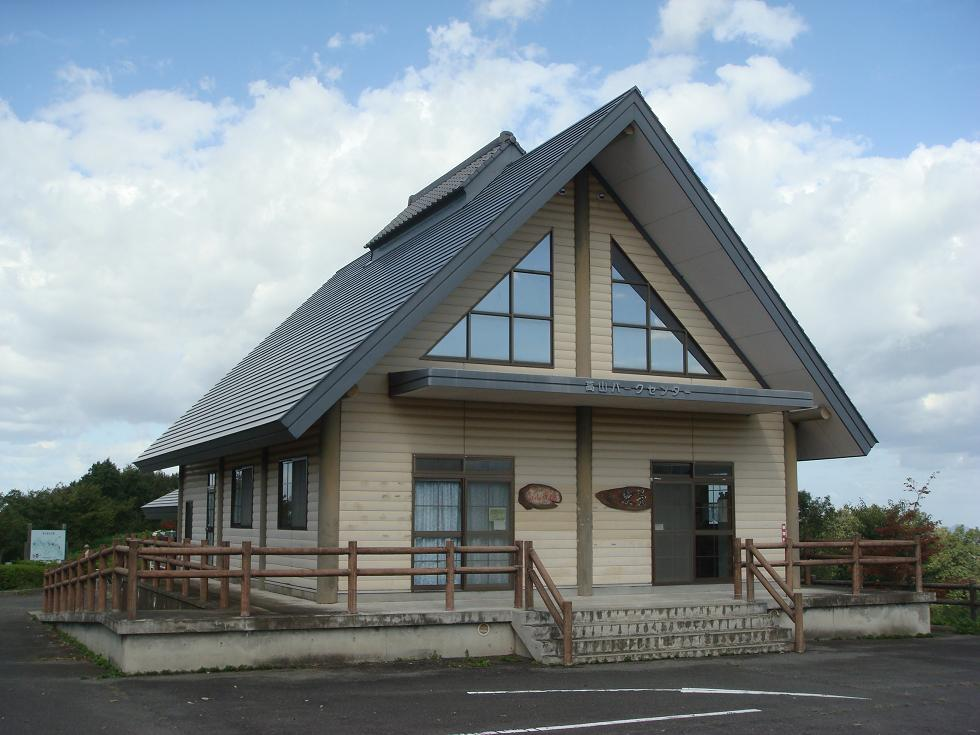
高山パークセンター
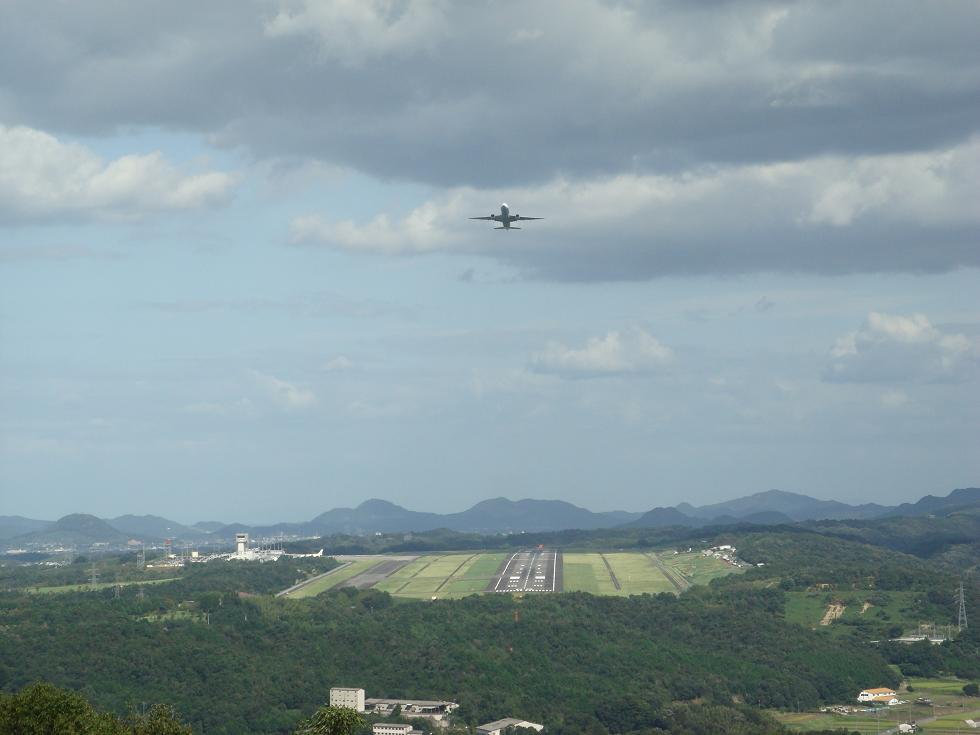
高山航空公園から見た高松空港
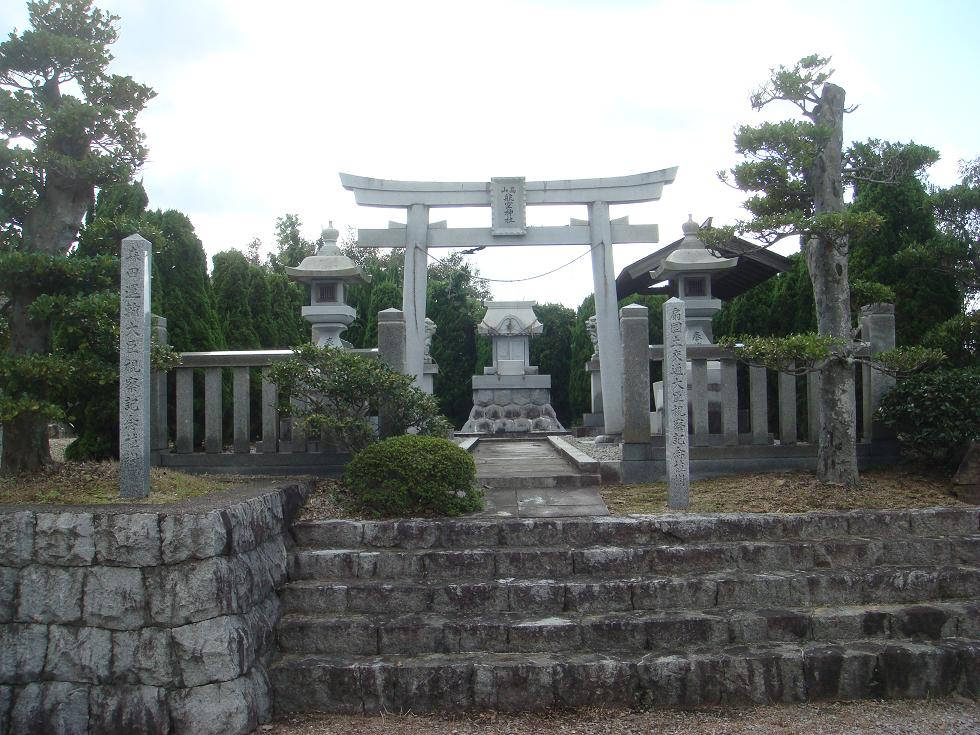
高山航空神社

## 交通
綾川町山田上の国道377号から中讃南部広域農道を南へ進み約10分。

## 周辺
- 長柄ダム
- 高鉢山(綾上富士）
- さぬきこどもの国
- さぬき空港公園
- 綾川町ふれあい運動公園

## 参考資料
- 綾上町誌 (綾歌郡綾上町教育委員会 2005年3月) 482頁
- 香川新50景(48)高山航空公園（四国新聞 1996年7月22日）